# Wolin (Schiff)
Die Wolin ist eine Ro-Pax-Fähre der polnischen Reederei Unity Line.

## Geschichte
Das Schiff wurde unter der Baunummer 204 auf der norwegischen Werft Moss Rosenberg Verft in Moss als Eisenbahnfähre für die Reederei SweFerry gebaut. Die Kiellegung fand am 19. März 1985, der Stapellauf am 28. Februar 1986 statt. Das Schiff wurde am 13. Oktober 1986 abgeliefert und als Öresund unter schwedischer Flagge in Dienst gestellt. Mit ihm wurde am 3. November 1986 der von DanLink betriebene Fährverkehr zwischen Helsingborg und Kopenhagen aufgenommen. Im Mai 1997 wurde die Fähre unter die Flagge der Bahamas gebracht.
Mit der Eröffnung der festen Öresundverbindung zwischen Kopenhagen und Malmö am 1. Juli 2000 wurde die Fährverbindung eingestellt. Die Fähre war in der Folge zunächst einige Zeit aufgelegt.
Im Juli 2001 wurde die Fähre an Sea Containers verkauft. Sie wurde im Anschluss umfangreich umgebaut und für die Fahrgastbeförderung ausgerüstet. Von Oktober 2002 bis August 2007 fuhr sie als Sky Wind wieder unter schwedischer Flagge zwischen Turku, Långnäs und Stockholm. Im Mai 2007 wurde das Schiff an Polska Żegluga Morska verkauft. Die in Wolin umbenannte Fähre wird seit Oktober 2007 von Unity Line auf der von der Reederei seit 2005 bedienten Fährverbindung zwischen Swinemünde und Trelleborg eingesetzt. Das Schiff fuhr zunächst weiter unter der Flagge der Bahamas und wurde im November 2019 unter die Flagge Zyperns gebracht.

## Technische Daten und Ausstattung
Das Schiff wird von vier Viertakt-Sechszylinder-Dieselmotoren des Typs MAN 6L40/45 mit jeweils 3300 kW Leistung angetrieben. Die Motoren wirken über Untersetzungsgetriebe auf zwei Verstellpropeller. Das Schiff ist mit zwei mit jeweils 1100 kW Leistung angetriebenen Bug- und einem mit 736 kW Leistung angetriebenen Heckstrahlruder ausgestattet.
Für die Stromerzeugung stehen zwei Wellengeneratoren mit jeweils 2820 kVA Scheinleistung und zwei von Wärtsilä-Dieselmotoren mit jeweils 2045 kW Leistung angetriebene Generatoren mit jeweils 2430 kVA Scheinleistung zur Verfügung. Weiterhin wurde ein von einem Dieselmotor angetriebener Notgenerator mit 335 kVA Scheinleistung verbaut.
Das Schiff verfügte ursprünglich über zwei Fahrzeugdecks. Auf dem Hauptdeck sind fünf Eisenbahngleise mit ursprünglich 900 Meter Länge verlegt. Auf dem darüberliegenden Deck standen 569 Spurmeter für Lkw zur Verfügung. Auf dem Eisenbahndeck konnten maximal 4800 t und auf dem darüberliegenden Fahrzeugdeck maximal 800 t zugeladen werden. Die maximale Zuladung auf den beiden Fahrzeugdecks zusammen betrug 4850 t.
Die Decksaufbauten mit der Brücke auf dem obersten Deck befanden sich im vorderen Bereich des Schiffes. Die Brücke ist über die gesamte Breite geschlossen. Die Nocken gehen zur besseren Übersicht beim An- und Ablegen und dem Navigieren in engen Fahrwassern etwas über die Schiffsbreite hinaus. Beim Umbau des Schiffes nach dem Verkauf an Sea Containers wurden die Decksaufbauten teilweise umgebaut und erheblich erweitert. Dabei wurde über dem oberen Fahrzeugdeck ein drittes Fahrzeugdeck eingerichtet. Dieses überspannt das zuvor offene obere Fahrzeugdeck. Nur dessen hinterer Bereich blieb nach oben offen. Auf den Decksaufbauten wurde ein Sonnendeck für die Passagiere eingerichtet.
Das Eisenbahndeck auf dem Hauptdeck ist ein durchlaufendes Fahrzeugdeck. Es ist über Zufahrten am Bug und Heck zugänglich. Die Zufahrt am Bug befindet sich hinter einem Bugvisier. Am Heck befindet sich eine Heckrampe, die über eine Konstruktion nach oben aufgefahren werden kann, um die Zufahrt für Eisenbahnwagen nutzen zu können. Weitere Zufahrten auf die Fahrzeugdecks auf dem Hauptdeck und dem darüberliegenden Deck befinden sich auf den Seiten des Schiffes. Auf der Steuerbordseite befindet sich im vorderen Bereich eine Seitenpforte mit einer herunterklappbaren Rampe als Zufahrt zum Hauptdeck und im mittleren Bereich eine Seitenpforte auf dem über dem Hauptdeck liegenden Fahrzeugdeck. Eine weitere Zufahrt zu diesem Deck mit einer herunterklappbaren Rampe wurde beim Umbau der Fähre nachgerüstet. Weiterhin verfügt das Schiff am Heck auf der Backbordseite über eine weitere, ebenfalls nachgerüstete, Zufahrt zu diesem Deck. Hier kann eine landseitige Rampe angelegt werden.
Auf dem Hauptdeck stehen 970 Spurmeter zur Verfügung. Weiterhin sind hier 715 Meter Gleis verlegt, die allerdings üblicherweise nicht mehr für den Transport von Eisenbahnwagen genutzt werden. Auf dem darüberliegenden Fahrzeugdeck stehen 750 Spurmeter zur Verfügung. Neben rund 85 bis 90 Aufliegern bzw. Lkw können noch etwa 50 Pkw befördert werden. Die Kapazität der Fähre ist mit 370 Passagieren angegeben. 240 Passagiere können in 70 Kabinen untergebracht werden. Für die Passagiere stehen unter anderem ein Schnellrestaurant, eine Bar und ein Aufenthaltsraum mit Sitzgelegenheiten zur Verfügung. Die Besatzungsstärke beläuft sich auf 37 Personen.
Der Rumpf der Fähre ist eisverstärkt (Eisklasse 1B).